# Mesosa undulatofasciata
Mesosa undulatofasciata är en skalbaggsart som beskrevs av Stefan von Breuning 1955. Mesosa undulatofasciata ingår i släktet Mesosa och familjen långhorningar. Inga underarter finns listade i Catalogue of Life.